# Първенство на България по футбол 1948
Тази статия представя Републиканското първенство на България по футбол през сезон 1948 г..
Първенството протича в областни дивизии, в които участват най-добрите футболни отбори в съответната област. Дивизиите имат състав от 6 до 8 отбора, избрани на база на класирането им в първенството и в турнира за Купата на Съветската армия в предходния сезон 1946/47.
Според предварителния регламент победителите в 10-те областните дивизии (София-град, София-област, Горна Джумая, Пловдив, Стара Загора, Бургас, Варна, Русе, Плевен и Враца) и избрани от Централния футболен комитет допълнително шест отбора (общо 16 на брой) се класират за финалите на републиканското първенство. В хода на първенството обаче Централното ръководство на Народния физкултурен съюз решава за финалите да останат всички победители в областните дивизии (за Плевенска област - победителите в групи "А" и "Б"), както и класиралите на 2-ро и 3-то място в Софийската Първа градска група и заелите второ място в крайното класиране на областните дивизии в Пловдив, Варна и Враца.
Системата във финалите е директна елиминация между участниците в два мача с разменено домакинство.

## Участници
| Варненска областна дивизия       | 1.ТВП1 (Варна)             | 2.Спартак (Варна)                 |                   |
| Русенска областна дивизия        | Локомотив (Русе)           |                                   |                   |
| Плевенска група "Б"              | Априлов (Габрово)          |                                   |                   |
| Плевенска група "А"              | Спартак (Плевен)           |                                   |                   |
| Врачанска областна дивизия       | Бенковски-Спортист (Видин) | 2. Христо Михайлов (Михайловград) |                   |
| Първа Софийска градска група     | 1.Левски (София)           | 2.Септември при ЦДВ3 (София)      | 3.Спартак (София) |
| Горноджумайска4 областна дивизия | Илинден (Петрич)           |                                   |                   |
| Софийска областна дивизия        | Марек (Дупница)            |                                   |                   |
| Пловдивска областна дивизия      | 1.Славия (Пловдив)         | 2.Ботев (Пловдив)                 |                   |
| Старозагорска областна дивизия   | Локомотив (Стара Загора)   |                                   |                   |
| Бургаска областна дивизия        | Любислав (Бургас)          |                                   |                   |

Забележки:
- 1. ТВП – пълно име – Тича-Владислав-Приморец;
- 2. Михайловград – днес Монтана;
- 3. Септември при ЦДВ – пълно име – Септември при Централен дом на войската;
- 4. Горна Джумая – днес Благоевград.

## 1/8 финали
|                                |                            | Първи мач | Втори мач |                   |
| ------------------------------ | -------------------------- | --------- | --------- | ----------------- |
| ТВП (Варна)                    | Локомотив (Стара Загора)   | 1:1       | 6:2       | общ резултат 7:3  |
| Ботев (Пловдив)                | Спартак (Варна)            | 2:3       | 0:1       | общ резултат 2:4  |
| Спартак (Плевен)               | Славия-Ченгелов (Пловдив)  | 1:1       | 0:3       | общ резултат 1:4  |
| Априлов (Габрово)              | Септември при ЦДВ (София)  | 0:2       | 1:2       | общ резултат 1:4  |
| Любислав (Бургас)              | Левски (София)             | 0:2       | 0:0       | общ резултат 0:2  |
| Христо Михайлов (Михайловград) | Марек (Дупница)            | 4:3       | 3:9       | общ резултат 7:12 |
| Локомотив (Русе)               | Бенковски-Спортист (Видин) | 0:2       | 0:2       | общ резултат 0:4  |
| Илинден (Петрич)               | Спартак (София)            | 0:2       | 0:1       | общ резултат 0:3  |

## 1/4 финали
| ТВП (Варна)                | Спартак (Варна)           | 2:2 | 0:4 | общ резултат 2:6 |
| Левски (София)             | Славия-Ченгелов (Пловдив) | 4:0 | 3:3 | общ резултат 7:3 |
| Бенковски-Спортист (Видин) | Септември при ЦДВ (София) | 0:4 | 1:2 | общ резултат 1:6 |
| Марек (Дупница)            | Спартак (София)           | 2:0 | 0:0 | общ резултат 2:0 |

## 1/2 финали
| Спартак (Варна) | Септември при ЦДВ (София) | 1:2 | 1:4 | общ резултат 2:6 |
| Левски (София)  | Марек (Дупница)           | 3:1 | 3:2 | общ резултат 6:3 |

## Финали

### Първи финал
| 6 септември 1948, гр. София |     |                |
|                             |     |                |
| Септември при ЦДВ (София)   | 1:2 | Левски (София) |

голмайстори:
- Н. Богданов за Септември при ЦДВ (София);
- Г. Пачеджиев за Левски (София) – 2.

### Втори Финал
| 9 септември 1948, гр. София |     |                           |
|                             |     |                           |
| Левски (София)              | 1:3 | Септември при ЦДВ (София) |

голмайстори:
- Д. Миланов – 2, Н. Чакмаков за Септември при ЦДВ (София);
- Б. Цветков за Левски (София).

## Републикански първенец
Септември при ЦДВ (София):
Стефан Геренски, Борислав Футеков, Манол Манолов, Стойне Минев, Нако Чакмаков(капитан), Димитър Миланов, Стефан Божков, Димитър Цветков, Тодор Такев, Ст. Методиев, Никола Божилов, Кирил Богданов, Никола Алексиев, Тодор Тодоров, Михаил Михайлов, Гаврил Стоянов, Панко Георгиев, Христофор Прокопиев, Георги Цветков.
Треньор: Константин Николов